# Da Vinci (робот-хирург)
Робот-ассистированная хирургическая система «da Vinci» (англ. da Vinci Surgical System) — аппарат для проведения хирургических операций. Состоит из двух блоков, первый предназначен для хирурга-оператора, а второй — четырёхрукий робот-манипулятор — является исполнительным устройством.
Производится серийно компанией Intuitive Surgical. Используется в нескольких сотнях клиник по всему миру.

Одна из «рук» робота держит видеокамеру, передающую изображение оперируемого участка, две другие в режиме реального времени воспроизводят совершаемые хирургом движения, а четвёртая «рука» выполняет функции ассистента хирурга.
Врач-хирург садится за пульт, который даёт возможность видеть оперируемый участок в 3D с многократным увеличением и использует специальные джойстики для управления инструментами.

Масса аппарата — 0,5 тонны.
Роботизированная хирургия начала развиваться в 1980-х годах. Одним из первых автоматических аппаратов в хирургии был именно da Vinci. Рабочий прототип был разработан в конце 1980-х годов в рамках контракта с армией США. На 2015 год построено более 3000 таких аппаратов. Стоимость системы da Vinci — 2 млн долл. В США на июль 2014 года клиники располагали 2153 системами «da Vinci».
За 2012 год общемировое число операций, выполненных с использованием системы da Vinci, составило порядка 200 тыс., главным образом гистерэктомии и простатэктомии .
В России установлено 25 хирургических систем «da Vinci» (в Москве, Санкт-Петербурге, Уфе, Ханты-Мансийске, Екатеринбурге, Новосибирске, Тюмени, Краснодаре, Ростове-на-Дону и на о. Русский).
Первая в России успешная нейрохирургическая операция, с использованием хирургической системы «da Vinci», была проведена в Национальном медико-хирургическом центре им. Н. И. Пирогова осенью 2018 года. Врачам удалось с успехом выполнить удаление грыжи грудного отдела позвоночника с компрессией спинного мозга.

## Выполняемые операции с применением робота Да Винчи
- Гистерэктомия и миомэктомия
- Радикальная простатэктомия

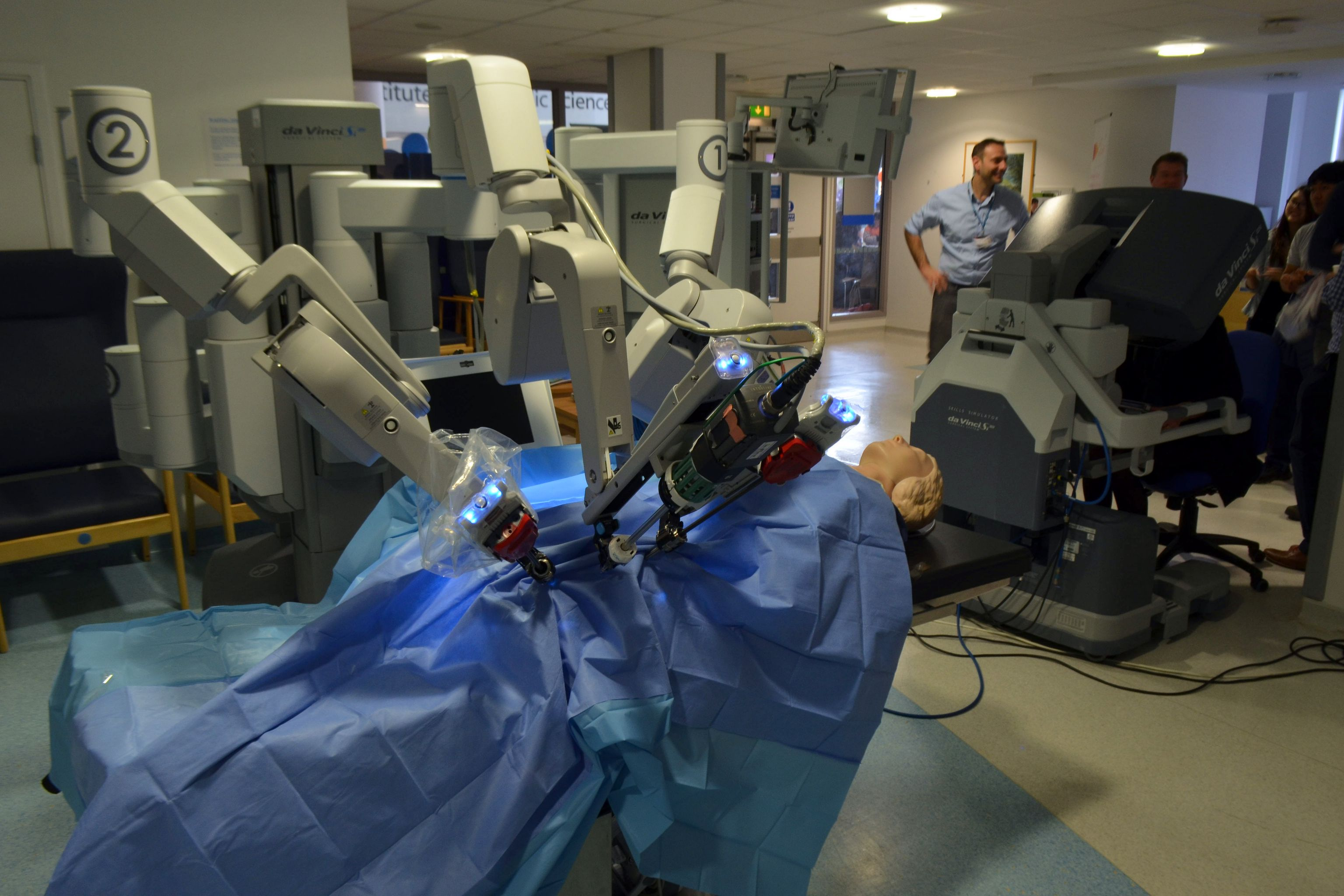
Оперирующая часть роботизированной системы (слева) и пульт хирурга-оператора (справа).

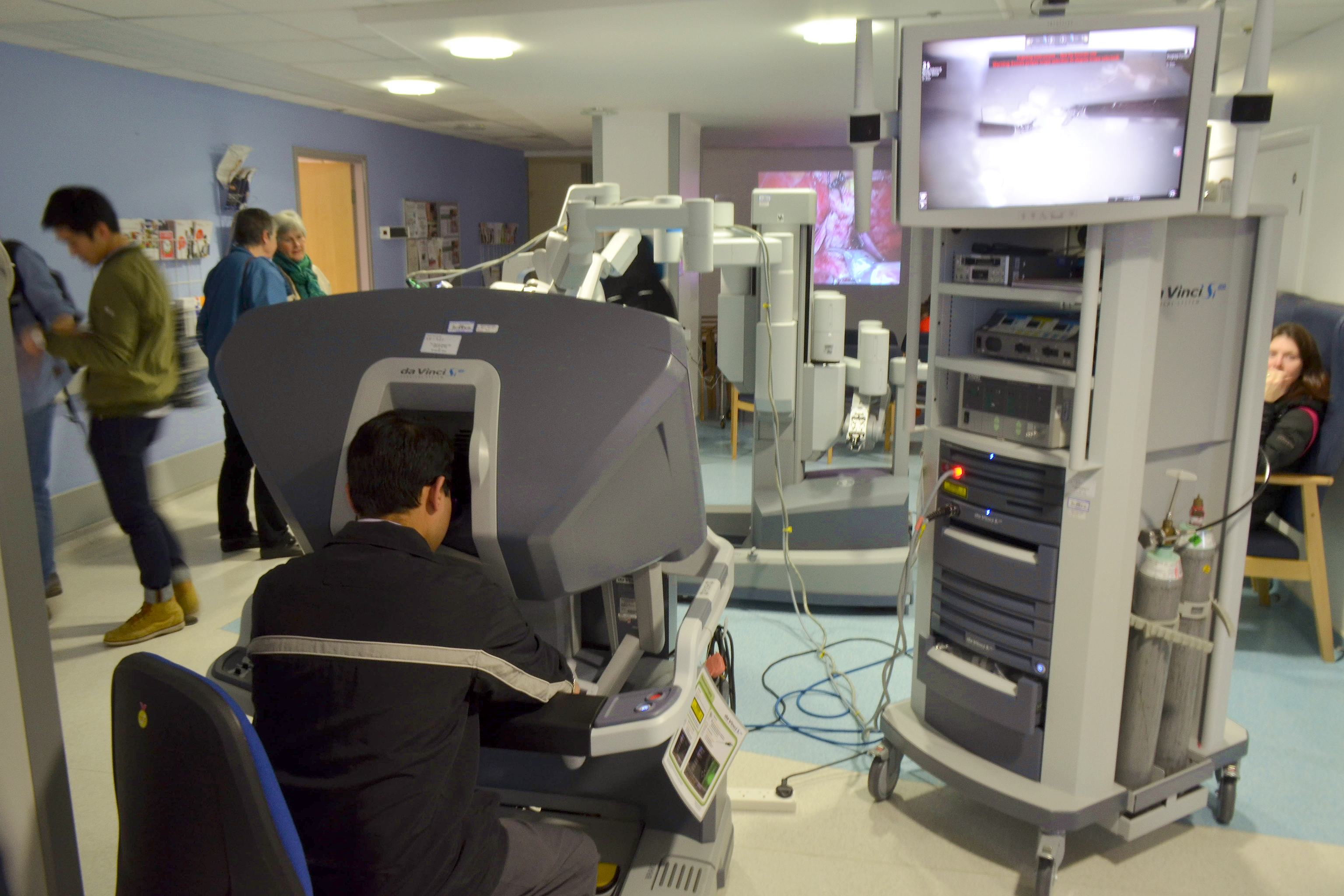
Пульт хирурга-оператора. Addenbrooke’s Hospital, Кэмбридж, 2015.

- Восстановление митрального клапана
- Реваскуляризация миокарда
- Абляция тканей сердца
- Установка эпикардиального электронного стимулятора сердца для бивентрикулярной ресинхронизации
- Желудочное шунтирование
- Фундопликация по Nissen
- Операции на позвоночнике, замена дисков
- Тимэктомия — операция по удалению вилочковой железы
- Лобэктомия легкого
- Эзофагоэктомия
- Резекция опухоли средостения
- Пиелопластика
- Пиелофагоэктопластика
- Удаление мочевого пузыря
- Радикальная нефрэктомия и резекция почки
- Реимплантация мочеточника
- Лоботомия головного мозга
- Тиреоидэктомия
- Тонзиллэктомия